# August Rodenberg
August Henry „Gus” Rodenberg (Stolzenau, 1873. július 25. – St. Louis, 1933. április 12.) német születésű olimpiai ezüstérmes amerikai kötélhúzó.
Az 1904. évi nyári olimpiai játékokon indult kötélhúzásban a St. Louis Southwest Turnverein No. 1 színeiben, de az amerikai válogatotthoz tartoztak. Rajtuk kívül még 3 amerikai klub és két ország indult (görögök és dél-afrikaiak). A verseny egyenes kiesésben zajlott.
1895-ben kapta meg az amerikai állampolgárságot.